# 中阿爾卑斯山脈

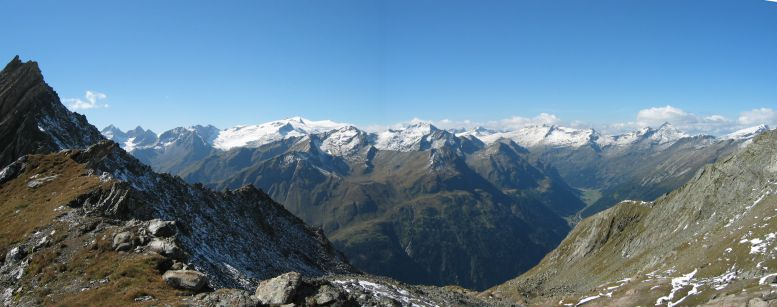

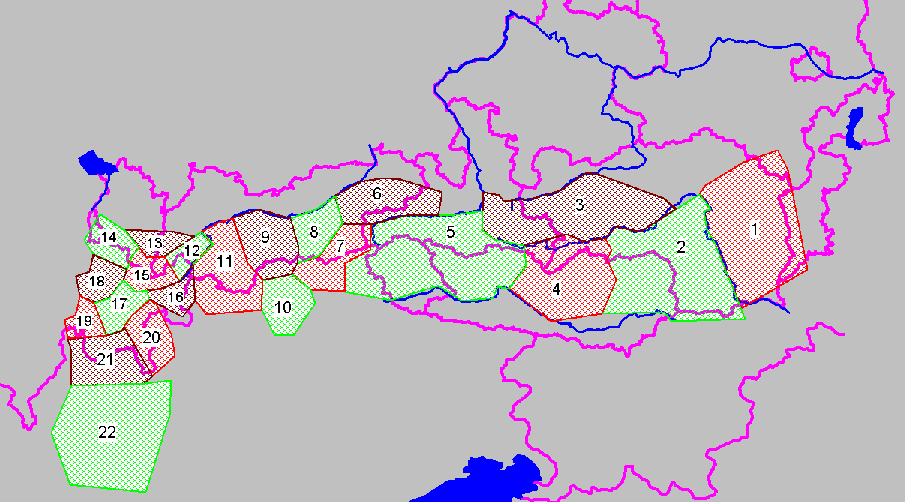

中阿爾卑斯山脈是歐洲的山脈，是東阿爾卑斯山脈的一部分，橫跨奧地利、瑞士、列支敦士登、意大利和斯洛文尼亞，最高點海拔高度4,049米，山體由片麻岩和板岩形成。